# Julián Sánchez Prieto
Julián Sánchez-Prieto (Ocaña, Toledo; febrero de 1886 - Colmenar Viejo, Madrid; 17 de septiembre de 1979), conocido como "el Pastor poeta", poeta, dramaturgo y periodista español.

## Biografía
Hijo de un pastor, siguió a los once años la profesión del padre, pero provisto del don natural de repentizar y de una sensibilidad excepcional, al leer en 1920 un libro de versos en dialecto extremeño de Gabriel y Galán decidió dedicarse más en serio a la poesía narrando en estrofas populares la vida del campo y los problemas sociales de las tierras deprimidas de La Mancha. Esto le valió el sobrenombre de "El pastor poeta". En el Ateneo de Madrid presentó el profesor José Ortega Munilla el 3 de febrero de 1923 su libro En el chozo. Se le dio bien el género del drama rural, muy cercano al tremendismo, como en ¡Al escampío! (1926) y Un año en el camino (1927); siguieron después Currito Cantares, Jesús Nazareno, Alza la frente, mujer y Consuelo la trianera (1936), de ambientación andaluza. Hizo el libreto de una zarzuela, El ruiseñor de la Huerta, con música de Magenti y Lola Flores se encargó del primer papel de la adaptación cinematográfica por Julián Torremocha de Un alto en el camino. Se consagró luego al periodismo en Toledo y, gran aficionado a la caza, la pesca y el contacto con la naturaleza, redactó también artículos en revistas de caza y pesca hasta que una hemiplejía lo recluyó sus últimos años en una Residencia de Ancianos de Colmenar Viejo, donde un derrame cerebral lo mató. Se casó y tuvo cinco hijos, de los que solo le sobrevivió una hija.

## Obras
- En el Chozo. Rimas pastoriles. Prólogo de don José Ortega Munilla. Juicio crítico de doña Concha Espina. Madrid: Librerías de Mateu y Fe, 1922.
- ¡Al escampío! Ensayo dramático en tres actos y un epílogo, original y en verso. Estrenada con extraordinario éxito en el Teatro Fuencarral, de Madrid, la noche del 10 de febrero de 1926. Madrid: Soc. Autores Españoles, 1926; 2.ª ed. refundida por el autor, Madrid: Colección La Farsa, 1929.
- Jesus Nazareno. Retablos De La Sagrada Pasión, Flórez, Madrid 1944 - Nueva versión de la Tragedia de Gólgota, en tres actos, divididos en trece retablos.
- Consuelo la trianera, Editorial Cisne. Teatro selecto. Nº 21. Barcelona. 1936. Sainete en tres actos divididos en seis cuadros.